# Clintonville (Wisconsin)
Clintonville ist eine Kleinstadt (mit dem Status „City“) im Waupaca County im US-amerikanischen Bundesstaat Wisconsin. Im Jahr 2010 hatte Clintonville 4559 Einwohner.

## Geografie
Laut United States Census Bureau hat die Stadt eine Gesamtfläche von 11,1 km², wovon 0,2 km² (1,8 %) auf Wasserflächen fallen. Im westlichen Teil der Stadt liegt der Pigeon Lake, der den See durchfließende Pigeon River mäandriert in Ost-West-Richtung durch das Stadtgebiet. Umgeben wird Clintonville hauptsächlich von Feldern.
Nachbarorte von Clintonville sind Embarrass (7,2 km nordöstlich), Bear Creek (12 km südsüdöstlich) und Marion (12,5 km westnordwestlich).
Die nächstgelegenen größeren Städte sind Green Bay am Michigansee (65,5 km ostsüdöstlich), Appleton (60 km südöstlich), Wisconsins größte Stadt Milwaukee (206 km südsüdöstlich), Chicago in Illinois (355 km in der gleichen Richtung), Wisconsins Hauptstadt Madison (211 km südsüdwestlich), Eau Claire (247 km westlich), die Twin Cities in Minnesota (370 km in der gleichen Richtung), Wausau (91 km nordwestlich), Duluth am Oberen See in Minnesota (452 km in der gleichen Richtung) und Sault Ste. Marie in der kanadischen Provinz Ontario (505 km nordöstlich, gegenüber von Sault Ste. Marie, Michigan).

## Verkehr
Straßenverkehr:
|  | US 45 südwärts nach New London, nordwärts nach Wittenberg.                      |
|  | WIS 156 ostwärts zur WIS 29                                                     |
|  | WIS 22 nordwärts nach Shawano und südwärts zunächst auf der US-45 nach Waupaca. |

Alle weiteren Straßen sind untergeordnete Landstraßen, teils unbefestigte Fahrwege sowie innerörtliche Verbindungsstraßen.
Mit dem Clintonville Municipal Airport befindet sich im Südosten des Stadtgebiets ein kleiner Flugplatz. Die nächsten Verkehrsflughäfen sind der Austin Straubel International Airport von Green Bay (65 km ostsüdöstlich), der Outagamie County Regional Airport bei Appleton (54 km südöstlich) und der Central Wisconsin Airport bei Wausau (83 km westnordwestlich).

## Wirtschaft und Infrastruktur

### Autoindustrie
Die „Four Wheel Drive Auto Company“, bekannter als „Four Wheel Drive“ oder lediglich „FWD“ wurde 1909 in Clintonville als „Badger Four-Wheel Drive Auto Company“ von Otto Zachow und William Besserdich gegründet. Zachow und Besserdich entwickelten 1908 das erste vierradangetriebene Auto, das sogenannte „battleship“. Dessen Erfolg führte zu der Firmengründung. „Badger“ wurde schließlich aus dem Firmennamen im Jahr 1910 entfernt. Seit 1958 trägt die Firme den Namen „FWD Corporation“.

### Fluglinien
Clintonvilles Flughafen ist historisch gesehen die Geburtsstätte der 1944 gegründeten Wisconsin Central Airlines, die zunächst zur North Central Airlines und später zur Republic Airline entwickelt hat. Im Jahr 1986 wurde Republic durch Northwest Airlines gekauft und wurde als Northwest Airlines bekannt. 2008 fusionierte diese mit Delta Air Lines.

### Medien
Die Clintonville Chronicle wurden 2009 gegründet.

## Bevölkerung
Nach der Volkszählung im Jahr 2010 lebten in Clintonville 4559 Menschen in 2002 Haushalten. Die Bevölkerungsdichte betrug 418,3 Einwohner pro Quadratkilometer. In den 2002 Haushalten lebten statistisch je 2,24 Personen.
Ethnisch betrachtet setzte sich die Bevölkerung zusammen aus 95,6 Prozent Weißen, 0,3 Prozent Afroamerikanern, 1,1 Prozent amerikanischen Ureinwohnern, 0,4 Prozent Asiaten sowie 0,9 Prozent aus anderen ethnischen Gruppen; 1,7 Prozent stammten von zwei oder mehr Ethnien ab. Unabhängig von der ethnischen Zugehörigkeit waren 3,3 Prozent der Bevölkerung spanischer oder lateinamerikanischer Abstammung.
24,4 Prozent der Bevölkerung waren unter 18 Jahre alt, 56,7 Prozent waren zwischen 18 und 64 und 18,9 Prozent waren 65 Jahre oder älter. 52,4 Prozent der Bevölkerung waren weiblich.
Das mittlere jährliche Einkommen eines Haushalts lag bei 35.395 USD. Das Pro-Kopf-Einkommen betrug 18.465 USD. 21,4 Prozent der Einwohner lebten unterhalb der Armutsgrenze.

## Bekannte Einwohner
- Dick Bennett, Basketball-Trainer
- Jean Hundertmark, 2006 Kandidat der Republikaner als Gouverneur
- Daniel V. Speckhard, Diplomat